# Luxury You Can Afford
Luxury You Can Afford – jedenasty album studyjny Joego Cockera wydany w 1987 roku.

## Lista utworów
| 1.  | „Fun Time” (Allen Toussaint)                                          | 2:39  |
|     |                                                                       |       |
| 2.  | „Watching the River Flow” (Bob Dylan)                                 | 3:16  |
|     |                                                                       |       |
| 3.  | „Boogie Baby” (Phil Driscoll)                                         | 3:51  |
|     |                                                                       |       |
| 4.  | „A Whiter Shade Of Pale” (Gary Brooker, Keith Reid, Matthew Fisher)   | 5:27  |
|     |                                                                       |       |
| 5.  | „I Can't Say No” (John Bettis, Daniel Moore)                          | 2:51  |
|     |                                                                       |       |
| 6.  | „Southern Lady” (Phil Driscoll)                                       | 3:16  |
|     |                                                                       |       |
| 7.  | „I Know (You Don’t Want Me No More)” (Barbara George)                 | 3:08  |
|     |                                                                       |       |
| 8.  | „What You Did To Me Last Night” (Bettye Crutcher)                     | 3:28  |
|     |                                                                       |       |
| 9.  | „Lady Put The Lights Out” (Guy Fletcher, Doug Flett)                  | 4:46  |
|     |                                                                       |       |
| 10. | „Wasted Years” (Phil Driscoll)                                        | 4:49  |
|     |                                                                       |       |
| 11. | „I Heard It Through The Grapevine” (Norman Whitfield, Barrett Strong) | 4:29  |
|     |                                                                       |       |
|     |                                                                       | 42:00 |
|     |                                                                       |       |

## Skład
| - Joe Cocker - wokal, harmonijka - Marcus Belgrave - trąbka - Donny Hathaway - instrumenty klawiszowe - David Hood - gitara basowa - Harvey Thompson - saksofon tenorowy - Dr. John - instrumenty klawiszowe - Clydie King - wokal - Roger Hawkins - perkusja - Richard Tee - instrumenty klawiszowe - Billy Preston - instrumenty klawiszowe - Cornell Dupree – gitara - Leroy Cooper – saksofon barytonowy - Allen Toussaint - instrumenty klawiszowe - George Terry - gitara - Ronnie Eades - saksofon barytonowy - Pete Carr - gitara - Howard Hersh - gitara basowa - Chuck Rainey - gitara basowa - Jimmy Johnson – gitara - Larry Byrom - gitara - Ann Lang - wokal - Joey Murcia - gitara |  | - Kenneth „Afro” Williams - instrumenty perkusyjne - Rick Danko - gitara basowa w „I Heard It Through the Grapevine” - Philip Guilbeau - trąbka - Bobby Keys - saksofon tenorowy w „Boogie Baby” - Harrison Calloway Jr. - trąbka - John Riley - perkusja - Barry Beckett - instrumenty klawiszowe - Mitch Chakour - gitara, pianino - Felix „Flaco” Falcon - instrumenty klawiszowe - Hank Crawford - saksofon altowy - Gary Brown - saksofon tenorowy - Wayne Jackson - trąbka - Charles Rose - puzon - David „Fathead” Newman - saksofon tenorowy - Steve Gadd - perkusja - Cliff Goodwin - gitara - Randy McCormick - Fender Rhodes - Clyde Kerr - trąbka - Randy McCormick - instrumenty klawiszowe - Mona Lisa Young - wokal - Bernard „Pretty” Purdie - perkusja |